# Решетников, Сергей Николаевич
Сергей Николаевич Решетников (род. 1 января 1974, Казахская ССР) — казахстанский сотрудник органов национальной безопасности, общественный деятель. Депутат Мажилиса Парламента Казахстана VII созыва (с января 2021 года по март 2022 года).

## Биография
Трудовую деятельность начал в 1991 году на заводе «Целиноградсельмаш» слесарем механосборочных работ 2 разряда. В 1992 году был призван в ряды Вооружённых сил Республики Казахстан Целиноградским ГВК. Службу проходил в воздушно-десантных войсках в 35-й отдельной гвардейской десантно-штурмовой бригаде в городе Капчагай-2. В 1993 году в соответствии с межгосударственными договорами и соглашениями выполнял задачи по усилению охраны границы СНГ на таджикско-афганском участке (город Хорог, Горно-Бадахшанская автономная область, Таджикистан).
С декабря 1993 года по март 1996 года — работал в службе безопасности корпорации «Цесна».
С марта 1996 года по февраль 1999 года — проходил военную службу в органах национальной безопасности Казахстана: помощником дежурного коменданта рабочей группы КНБ РК (по передислокации ведомства в город Астану), старшим техником по управлению зданиями (комендант зданий КНБ РК).
С апреля 1999 года по июль 2016 года — работал в службе «Арыстан» КНБ РК: офицер тактики антитеррора (1999—2003), инструктор по боевой подготовке (2003—2008), руководитель инструкторского подразделения (2008—2016).
В 2012—2020 годах — лектор Академии государственного управления при Президенте Республики Казахстан (кафедра вневойсковой подготовки), лектор Академии управления, безопасности и специальных программ, лектор Института безопасности и специальных образовательных программ Академии военных наук Республики Казахстан.
Учредитель РОО «Союз ветеранов антитеррора „Альфа-А“». В июне 2019 года — учредитель РОО «URAN KZ».
С 15 января 2021 года — депутат Мажилиса Парламента Казахстана VII созыва от Народной партии Казахстана. В марте 2022 года полномочия были прекращены (по собственному желанию подал заявление об освобождении от исполнения обязанностей).